# Zakariás Éva (színművész)
Zakariás Éva (Budapest, 1970. október 9. –) magyar színésznő, szinkronszínésznő.

## Életútja
A székesfehérvári Vörösmarty Színház első önálló társulatának alapító tagja. Színművészeti tanulmányait a Gór Nagy Mária Színitanodában folytatta, majd a debreceni Csokonai Színházhoz szerződött. Két évig szabadúszóként tevékenykedett, ezt követően kötötte életét a székesfehérvári teátrumhoz. A 2003/2004-es évadban Pro Thearto-díjat kapott. Színházi szerepei mellett gyakran szinkronizál, leginkább Adela Noriega és Angelique Boyer magyar hangjaként ismert. Két gyermek édesanyja.

## Fontosabb színpadi szerepei
- Sztárcsinálók – Poppea
- Légy jó mindhalálig – Bella kisasszony
- Kalevala – Észak lánya
- Nők iskolája – Zsuzsi
- Csíksomlyói passió – Mária
- Mágnás Miska – Marcsa
- Csárdáskirálynő – Stázi
- Hair – Jeannie
- Grease – Jan Marta
- Körmagyar – Feleség
- Chicago – Morton mama
- Holdbéli csónakos – Pávaszem hercegnő
- Hyppolit, a lakáj – Terka
- Makrancos Kata – Kata
- Jó estét nyár, jó estét szerelem – Veronika
- Liliomfi – Erzsi
- Hegedűs a háztetőn – Fruma Sára
- Ancónai szerelmesek – Viktória
- Acélmagnóliák – Anelle
- A kőszívű ember fiai – Lidenwall Edith
- Háry János – Őrzse
- Popcorn – Farrah

## Tévéfilmek
- Uborka – Színésznő (1991)
- Szomszédok – Klarissza szobalánya · Titkár (1993) 2 epizód
- Família Kft. – Denise · Szomszéd (1995) 2 epizód
- Kisváros – Lilla (1998) 2 epizód

## Szinkronszerepei

### Filmszinkron
- Megperzselt szívek- Helene szeme -Isa
- 36 (Harminchat) – Camille Vrings – Valeria Golino
- A gyűrű átka – Brunnhild – Kristanna Loken
- A három testőr – Constance – Julie Delpy
- A kaptár 2. – Terri Morales – Snadrine Holt
- A párizsi diáklány – Celine – Élisabeth Vitali
- A Vörös Sárkány – Molly Graham – Mary-Louise Parker
- A zongorista – Regina – Julia Rayner
- Apafej – Layla Maloney – Joel Lauren Adams
- Az angyal – Dr. Emma Russel – Elisabeth Shue
- Az elveszettek földje – Holly Cantrel – Anna Friel
- Az igazság ára – Sober nyomozó – Michaela Conlin
- Brooklyn mélyén – Angie – Lily Taylor
- Bűbáj – Sam – Jodi Benson
- Csapdában – Karen Jenninks – Charlize Theron
- Csúcshatás – Melissa – Anna Friel
- Fogságban - Grace Dover - Maria Bello
- JFK – A nyitott dosszié – Marina Oswald – Beata Pozniak (John F. Kennedy elleni merényletről szóló film)
- Jurassic Park III – Amanda Kirby – Téa Leoni
- Képlet – Miss Taylor – Danielle Carter
- Rudolf, a rénszarvas – Zoey – Myriam Sirois
- Sikoly 3 – Jennifer Jolie – Parker Posey
- Sötétkamra – Maya Burson – Erin Daniels
- Sülve-Főve – Chris – Amanda Peet
- Szerelmi bájital – Cheryl – Rebecca Staab
- Tökéletlenek – Vanda Baker – Kathryn Rose
- Truman Show – Meryl – Laura Linney
- Túl jó nő a csajom – Debbie – Jessica St.Clair
- Ütközések-Dorri-Bahar Soomekh
- Némó nyomában - Szenilla - Ellen DeGeneres
- Szenilla nyomában - Szenilla - Ellen DeGeneres

### Animációs sorozatok
- Zhu Zhu – Ellen Pamplemousse – Stacey DePass

### Teleregények
| Cím                                 | Szerepnév | Színésznő           |
| ----------------------------------- | --- | ------------------- |
| Teresa                              | Teresa Chávez Aguirre | Angelique Boyer     |
| Bűnös vágyak                        | Elisa Castañón Bouvier | Angelique Boyer     |
| Szerelem zálogba                    | Montserrat Mendoza Giacinti | Angelique Boyer     |
| Ana három arca                      | Ana Lucia Hernandez Alvarez del Castillo Rivadeneira/ Ana Leticia Alvarez del Castillo Rivadeneira/ Ana Laura Alvarez del Castillo Rivadeneira | Angelique Boyer     |
| A múlt börtönében                   | Renata Sánchez Vidal | Angelique Boyer     |
| Leona bosszúja                      | Marena Ramos / Leona Bravo | Angelique Boyer     |
| María Isabel                        | María Isabel Sánchez | Adela Noriega       |
| Titkok és szerelmek                 | Cristina Miranda | Adela Noriega       |
| Tiszta szívvel                      | Matilde Peñalver y Beristáin Curiel | Adela Noriega       |
| A végzet asszonya                   | Altagracia Sandoval | Aracely Arámbula    |
| A mostoha                           | Marcia Cisneros / Marisa Jones | Aracely Arámbula    |
| Paloma                              | Catalina Lopezreina | Marisol del Olmo    |
| A sors keze                         | Ivana Castillo | Marisol del Olmo    |
| Zárt ajtók mögött                   | Karen Ortega | Rosalinda Rodríguez |
| Emlékezz, Reina!                    | Carmen Solís de Ortíz | Rosalinda Rodríguez |
| Maricruz                            | Lucía Bravo de Narváez | Elizabeth Álvarez   |
| Victoria                            | Magdalena Sánchez | Elizabeth Álvarez   |
| Mindörökké szerelem                 | Fernanda Elizalde Rivera | Silvia Navarro      |
| Szerelem ajándékba (a 101. résztől) | Ana Leal Fuentes | Silvia Navarro      |
| Celeste                             | Celeste Verardi Ferrero | Andrea del Boca     |
| Fekete gyöngy                       | Perla Márquez Montifiori Wanstein/Eva Pacheco Guergo                                                                                           | Andrea del Boca     |
| A szerelem nevében                  | Angélica Ciénega | Yolanda Ventura     |
| A múlt árnyéka                      | Irma de Lagos | Yolanda Ventura     |
| Mint a filmekben                    | Isabel 'Chabela' Montero | Lorena Rojas        |
| Paula és Paulina                    | Veronica Soriano | Adriana Fonseca     |
| Acapulco szépe                      | Paula | Mayrín Villanueva   |
| Milagros                            | Raquel Echeverria (fiatal) | Mari Pili Barreda   |
| Éltető szerelem                     | Elena Sandoval del Olmo | Amairani Romero     |
| Szeretni beindulásig                | Mimi | Denise Kornitz      |
| Yago                                | Laura | Ximena Fassi        |
| Első szerelem                       | Jovana Luna Guerra | Anahí               |
| A szerelem ösvényei                 | Patricia Martínez de Betanzos | Dulce               |
| Elisa nyomában/Titkok hálójában     | Danna Riggs de Altamira | Sonya Smith         |
| A szerelem tengere                  | Federica Martínez | Amairani            |
| Eva Luna                            | Victoria Arismendi | Vanessa Villela     |
| Marina                              | Laura Saldívar/Veronica Saldívar | Aylín Mújica        |
| Sarokba szorítva                    | Fiona Valente | Claudia Reyes       |
| Rafaela doktornő                    | Rosalba Marínez | Tiaré Scanda        |
| Bűnös szerelem                      | Karen Vallejo | Maritza Rodríguez   |
| Több mint testőr                    | Natalia | Yrahid Leylanni     |
| A bosszú angyala                    | Sofía Durán | Cecilia Piñeiro     |
| Csoda Manhattanben                  | Calixta Meléndez | Marisela González   |
| Talizmán                            | Mariana Aceves de Ibarra | Karyme Lozano       |
| Utolsó vérig                        | Veronica Baeza | Wanda D’Isidoro     |
| A Toledo család                     | Noelia | Lina Castrillón     |
| Vadmacska (2. szinkron)             | María Julia Rodríguez | Frances Ondiviela   |
| Keserű szerelem                     | Dolores López | Alejandra Procuna   |
| Az idő sodrásában                   | Cemile Akarsu | Ayça Bingöl         |
| Perzselő szenvedélyek               | Cemre Kayabeyli Akınsel | Demet Evgar         |
| Reménysugár                         | Neslihan Azımoğlu | Eşin Civangil       |

### Sorozatok
- Hayat – Tiéd a szívem - Derya Sarsilmaz - Betül Çobanoğlu
- 90210 – Lindsey Beckwit – Peyton List
- Az aranyifjú – Esme Şanlı – Sezin Bozacı
- A házasság buktatói – Azra Cevher – Gökçe Bahadır
- A 12 – es körzet – Elizabeth Waclawek – Poppy Montgomery
- A hetedik tekercs – Royan Al Simma – Karina Lombard
- A múlt fogságában – Monalisa Barbosa – Heloísa Perissé
- Féktelen szív – Neslihan Aydın – Dolunay Soysert
- A nagykövet lánya – Elvan Efeoğlu – Hivda Zizan Alp
- A remény utcái – Angelica Collns – Dawn Stern
- A vadon bűvöletében – Sarah Trevanion – Amanda Holden
- Alice új élete – Alice Lerois – Caroline Veyt
- Az újonc – Rosalind Dyer -  Annie Wersching
- Banshee – Siobhan Kelly rendőr – Trieste Kelly Dunn
- Baywatch – Lt. Stephanie Holden – Alexandra Paul
- Bízz bennem - Cath Hardacre/Alison 'Ally' Sutton - Jodie Whittaker
- Bosszú tűsarkon – Dr. Oya Toksöz – Gökçe Bahadır
- Bűnös Chicago: Leslie Shay – Lauren German
- Castle – Lanie Parish – Tamala Jones
- Cheers – Diane Chambers – Shelley Long
- Család csak egy van – Julie Rafter – Rebecca Gibney
- Csillagközi romboló – Number Six – Tricia Helfer
- Dokik – Dr. Elliot Reid – Sarah Chalke
- Doktor House – Dr. Jessica Adams – Odette Annable
- Hazudj, ha tudsz! – Ria Torres – Monica Raymund
- A hegyi doktor- Újra rendel (Der Bergdoktor) - Dr. Vera Fendrich  -  Rebecca Immanuel  ( 6. évad 6.résztől doktornő a halli klinikán, Dr. Kahnweiler felesége.)
- Hegyimentők – Annie Craig – Zoë Eeles
- Homeland - A belső ellenség – Carrie Mathison – Claire Danes
- Hozományvadászok - Nan St. George - Carla Gugino
- Így jártam anyátokkal – Margaret – Brooke D'Orsay
- Jóbarátok – Melissa Warburton – Winona Ryder
- Jóbarátok – Dina Tribbiani – Marla Sokoloff
- Jonasék Los Angelesben – Aunt Lisa – Beth Crosby
- Kakukktojás – Franny – Amy Pietz
- Két pasi – meg egy kicsi – Michelle – Liz Vassey
- Ki vagy, doki? (A szökevény menyasszony) - Donna Noble - Catherine Tate
- Ki vagy, doki? (Az idő végzete) - Addams - Sinead Keenan
- Lángoló Chicago – Leslie Shay – Lauren German
- Luxusdoki – Jill Casey – Jill Flint
- Maffiózók – Irina Peltsin – Oksana Lada
- Megperzselt szívek – Isa – Amélie Pick
- Mindent bele angyalok! – Lena Heitmann – Eva Habermann
- Mocsok macsók meséi – Carol Nelson – Kate Walsh
- Négy szingli, egy eset – Kate Swanson – Sarah Chalke
- Nikki – Nikki White – Nikki Cox
- Nyom nélkül – Annie – Amy Smart
- Pasifaló – P.J. Franklin – Jordana Spiro
- Rick és Morty[5] - Beth Smith
- Ringer – A vér kötelez – Gemma Butler – Tara Summers
- Robotzsaru – Diana Powers – Andrea Roth
- Testvérek – Gönül Eren – Evrim Doğan
- Smallville – Martha Kent – Annette O'Toole
- Sportakadémia – Cathie – Tonya Kinzinger
- Szegény ember narancsa – Roie Rothe – Anna Hruby
- Szellemekkel suttogó – Rita Jansen – Perrey Reeves
- Szerencsés véletlen – Billie Chase – Jenna Elfman
- Szex és New York – Adeena Williams – Sundra Oakley
- Szélhámosok – Bélgica – Sandra Guzmán
- Szulejmán – Gabriella – Ayse Özdemir
- Született feleségek – Maisy Gibbons – Sharon Lawrence
- Városfejlesztési osztály – Leslie Knope – Amy Poehler
- Vészhelyzet – Dr. Cate Banfield – Angela Bassett
- Wolfblood – Emma Smith – Angela Lonsdale
- Cili seriff és a vadnyugat – Cili seriff – Mandy Moore
- Koronás sas – Egle – Karina Seweryn